# Avena
Avena es un género de plantas de la familia de las poáceas, utilizada como alimento y como forraje.
Si bien en épocas tempranas la avena no tuvo la importancia del trigo o la cebada, en Asia Central se cultivaba en buena cantidad, aunque se la consideraba una mala hierba. En búsquedas arqueológicas se encontraron pruebas del uso de la avena en Europa Central en la Edad de Bronce. También se hallaron granos de este cereal en excavaciones egipcias, aunque no se pudo probar que fuera cultivada.
La avena puede contener gluten.

## Descripción
Es una planta herbácea anual, perteneciente a la familia de las poaceae. Las especies más cultivadas son Avena sativa y Avena byzantina, en ese orden.
Es rica en proteínas de alto valor biológico, grasas y un gran número de vitaminas y minerales. Es el cereal con mayor proporción de grasa vegetal, un 54 % de grasas no saturadas y un 46 % de ácido linoleico. También contiene hidratos de carbono de fácil absorción, además de calcio, zinc, cobre, fósforo, hierro, magnesio, potasio, sodio; vitaminas B1, B2, B3, B6 y E. Además, contiene una buena cantidad de fibras, que no son nutrientes pero contribuyen al buen funcionamiento intestinal. La avena puede reducir los niveles de colesterol.
Es una planta de raíces reticulares, potentes y más abundantes que en el resto de los cereales. Su tallo es grueso y recto con poca resistencia al vuelco, su longitud puede variar de 50 cm a un metro y medio. Sus hojas son planas y alargadas, con un limbo estrecho y largo de color verde oscuro. Sus flores se presentan en espigas de dos o tres de ellas.
Es una planta que tiene menor resistencia al frío que la cebada y el trigo. Se la siembra a principios de la primavera, para ser cosechada a fines del verano. Es exigente en agua por su alto coeficiente de transpiración, aunque el exceso puede perjudicarla. Es muy sensible a la sequía, sobre todo en el período de formación del grano.
Debido a que el sistema reticular de la avena es más profundo, puede aprovechar mejor los nutrientes del suelo, por lo que requiere de menor cantidad de fertilizantes para su desarrollo.

### Gluten
La avena contiene proteínas similares a la gliadina del trigo, denominadas aveninas, que son capaces de provocar reacción en una parte de personas celíacas. A esto se suma que la avena frecuentemente está contaminada con otros cereales con gluten.
«Avena pura» se refiere a avena sin contaminar con otros cereales con gluten. Tradicionalmente se consideraba que el único problema con la avena era la contaminación con otros cereales con gluten, por lo que en muchos países está permitido desde hace tiempo el uso de «avena pura» en alimentos «sin gluten». 
Estudios actuales demuestran que las distintas variedades de avena pura tienen distintos grados de toxicidad. Algunas parecen tener en teoría una baja toxicidad y algunos expertos opinan que podrían ser incluidas en la dieta sin gluten, pero sería imprescindible especificar exactamente la variedad empleada.
No se conoce el efecto a largo plazo en los celíacos del consumo de avena pura, por lo que aún no se pueden hacer recomendaciones firmes sobre si es o no posible la inclusión de «avena pura» en la dieta sin gluten.

## Producción
Según los datos más recientes de la FAO (correspondientes a 2012) en cuanto a producción de cereales, la avena es el séptimo cereal más cosechado a nivel mundial con 21 062 972 toneladas y el quinto a nivel de España con 681 200 toneladas.
Según esos mismos datos, los cinco mayores productores de avena a nivel mundial son: Rusia (4 millones de toneladas), Canadá (2,7 millones de toneladas), Polonia (1,5 millones de toneladas), Australia (1,3 millones de toneladas) y Finlandia (1,1 millones de toneladas). España tiene 749 700 en 2011 y está en el puesto 10.

## Usos
Este cereal se utiliza principalmente para la alimentación del ganado, como planta forrajera y en menor cantidad para alimentación humana, aunque no es muy utilizada por estos, a pesar de sus propiedades energizantes. También es utilizada en la alimentación humana, principalmente en forma de copos.[cita requerida]

## Bebida de avena

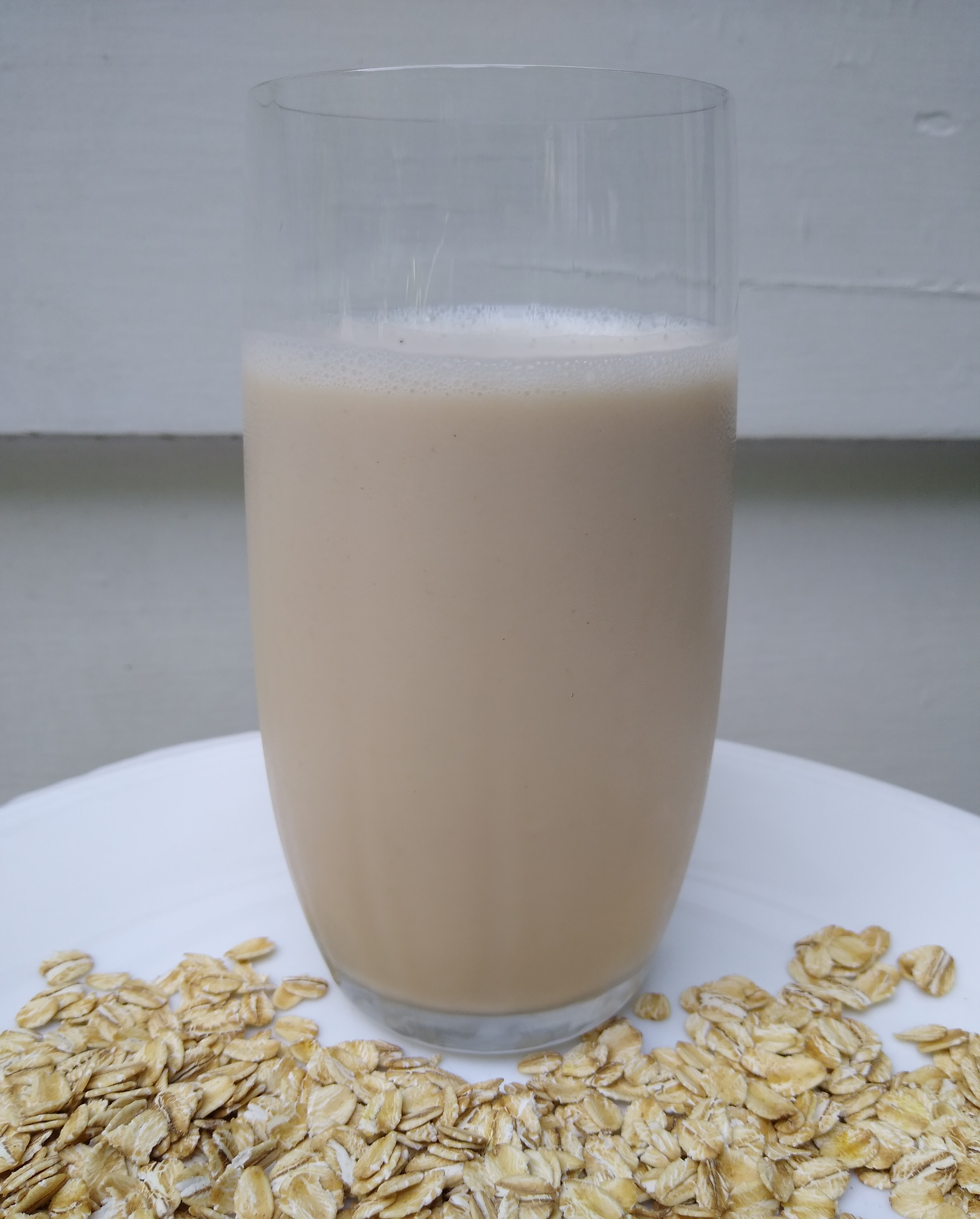
Leche de avena

Es un producto que se obtiene a partir de triturar los granos o copos de avena junto con agua. Se le suelen añadir otros ingredientes para endulzarla y hacer más gratificante su sabor.
El agua de avena es una de las bebidas más conocidas y utilizadas que se preparan con este cereal. También se prepara en licuados en combinación con frutas o se puede preparar como leche de avena.
Se ha producido la avenización en la gastronomía, al sustituir el uso de la leche animal por la bebida de avena, en especial para personas alérgicas o intolerantes a la leche, en los distintos platos y recetas.

## Taxonomía
El género fue descrito por Carlos Linneo y publicado en Species Plantarum 1: 79–81. 1753. La especie tipo es: Avena fatua.
Etimología
Avena: nombre genérico que deriva del latín avena, "alimentación", y el nombre de la avena, Avena sativa.

## Especies
| - Avena abyssinica - Avena barbata - Avena brevis - Avena fatua | - Avena maroccana - Avena nuda - Avena occidentalis - Avena pubescens | - Avena pratensis - Avena sativa - Avena sterilis - Avena strigosa Schreb. - Afreita |